# ディーター・キエナスト
ディーター・キエナスト（Dieter Kienast、1945年-1998年）はスイスの造園家。ランドスケープアーキテクト。スイスのカウントをリードし、造園分野でスイスに国際的な影響をもたらした。ヘルツォーク&ド・ムーロンら建築家などとの協働を通じて、1990年代のヨーロッパで有名建築にも関与、公園と庭園も多く残しそうした活動によって出版国際的名声を得る。インスピレーションを得るためソースは、メインなき抽象芸術・ミニマリズム、特にそれらの作家ドナルド・ジャッド、カール・アンドレ、ソルル・ウィット、リチャード・ロング、また、アメリカの土地芸術とスイスの風景作家エルンスト・クラメルやフレッド・アイヒャーなどのが主である。建築や風景の要素は、審美的な生態学的概念がキエナスト庭園の特定の表現を特徴づけ、巧みな組み合わせは、公園や広場に表現された。プロジェクトではハノーファー/エキスポ2000、Masoalahalleチューリッヒ動物園、グラーツ国際庭園フェスティバル、2000年ロンドン・テートモダンギャラリーなどのが最も有名な作品として知られる。
西洋庭園の起源である楽園を自らのデザインを通して問い続けることで、「パラダイスはまさに今、ここにある」というテーゼを立てるに至る。キエナストにおけるミニマルな構成とはあくまでも結果として導き出されたものであり、したがって各要素の存在理由を問い詰めることで到達する簡素な構成であるとされている。キエナストの庭園は「自然」の姿を存在の強度によって表現される。構成がいかに少なくとも、その場所には緑が持つ意味を充満させる。
植物社会学(植生学)の博士号を持つキーナストは、造園家としての人生を選択し、万人のためのオープンスペースを極めて誠実に実現させようと努める人物であった。例えば、患者のための庭ー「ヒルスランデン診療所の庭園」を実現させるため、 彼は池や様々な植物の花壇を庭園の要素としてそれぞれ正確に定義付け、構成した。にもかかわらず、出来上がった底の全体は奇妙なものとなっている。
それゆえキーナストの庭園はミニマルな構成でありながら、スタイリッシュなものもあれば、反対にグロテスクな表情を持つものもある。丸く整えられた低木の群れや、端部の精度によって異常なほどの平滑さを持った巨大な水面、舗石の隙間からはみ出すように植えられた草類などが静的な空間構成を内側から揺さぶる。
また彼は庭園内に微小な気象システムを人工的に作り出すことにもこだわり続け、敷地内に降る雨水を集めたり、あえて雨がかりの多い壁面を設け、庭園内の水位や植生の変化を幾分シュルレアリスティックに演出する。
チューリッヒの市街地に建つエルンスト・バスラーの商業施設では抽象的に見える硬質空間、壁面を構成している凝灰岩に含まれる無数の気泡やコンクリートの目地、壁と地面の菅など、スペースとはことなる次元のスケールで生じている物質性の痕跡を狙ってグラス系の草やゼラニウムを植え付けられている。凝灰岩に降りかかった雨は壁面に地衣類を繁殖させ、建物に降った雨水は地下に集められて中央の水盤にあふれ出し、周囲の地面をゆっくりと緑化していくという抽象的なキューブのスペースが、時間とともにグレーからグリーンへの変化を続ける。キエナストにとって豊潤な自然が、あらかじめ与えられた場所がパラダイスなのではなく、日々の中で移り変わっていく状態、生成の過程においてこそ、パラダイスは見出せるという、彼の思想がよく現れている。
フランス・ショーモン城のイギリス式庭園を会場に1992年から開催されている「国際庭園フェスティバル」では毎年あるテーマに従って各国の造園家が技を競うが、キエナストが出品した1996年は、パリのボンピドゥー・センターのキュレ一夕一によって「テクロジーの詩的正当性」を問うテーマが設定された。
キエナストが出した答えはきわめてシンプルで、既存の生け垣に囲われた正方形のスペースに、ライトブルーに塗ったベニヤ板をしきつめて平滑面を作るというもの。スペースの外形をより際立たせ、人工的に仕あげられた床面にはフランス語で「nature n'existe pas（自然などは存在しない）という文言が刻まれている。メッセージに反して、床にくり抜かれた文字列は、緑で満たされ文字の輪郭に微かなぶれを生じさせる。スペースへの導入路の土の表面に埋められた「homage a la nature（自然へのオマージュ）」という文字列とともに、テクロジーと自然との対立関係自体への問いの光景が現われている。
あるインタビューによると、彼はミニマリストの思想や古典的な庭園における手法を再解釈したうえで、 自律する作品を理性的に追い求めることと同様に、作品が引き起こす知覚についても重要視した。 そして彼は作品の実践を通じて、理性とそれにより排除されたものが否定的に互いに絡み合うさまを生きたのであり、同時にこの不連続の交叉点にこそ、多様な解釈をしうる「アルカディア」が成立する契機があると信じて止まなかった。 彼はこの楽園を、現実にある決して逃れることのできない諸問題の只中で、万人が志向しうるどこか、であると確信していた。そして逆に言えば、園は私たちにとっても今·ここにありうることを示唆していたのである。

## 略歴
- 1962年-1965年、庭師としての指導をチューリッヒで受ける
- 1970年-1975年、カッセル大学で景観計画を専攻し卒業
- 1978年から、チューリッヒとウェッチンゲンに、協働事務所Stockli Kienast & Koeppel landscape-architectsを構える。
- 1980年から1991年まで、バーゼル・ラッパースウィル国際技術大学造園学教授。その間1981年から1985年まで、Bruglingenの植物園で技術指導を担当
- 1985年-1997年、チューリッヒ連邦工科大学（ETH）講師
- 1995年、ギュンター・フォクトと一緒にキエナスト・フォークト・造園設計パートナーを設立。チューリッヒやベルンに事務所を構える
- 1992年-1995年、カールスルーエ大学（TH）研究所景観分野の教授
- 1997年から亡くなるまで、連邦工科大学教授

## 作品
- Garden K-L.（1980年）
- ウェッチンゲンの公園（1982年）
- Stadtpark Wettingen（1983年）
- Ausbau des Friedhofs Liebefels in Baden（1983年）
- Kurpark Bad Zurzach（1985年）
- Stadpark St. Gallen（1985年）
- セントギャレンの公園（1987年から1993年）
- Garden M.（1989年）
- Friedhofserweiterung Baden-Rutihof（1990年）
- ベルン・エコール・デ・ラングのフランセーズcantonale（1991年）
- フランクフルト・Gunthersburgpark und GrunGurtel （1991年）
- Erweiterung des Friedhofs Witikon（1992年）
- Parklandshaft Mechtenberg Gelsenkirchen(D)（1993年）
- Seeufergestaltung Triechter Sursee（1993年）
- Garden E.（1994年）
- Garden N.（1994年）
- ベルリン・Parklandshaft Barnim （1994年）
- Parklandshaft Dreissigacker Sud Meiningen(D)（1994年）
- チューリッヒ動物園、Masoalaハレ （1994年-2000年）
- Friedhof Oberreut Karlsruhe（1994年）
- バート ムンダーのクアパーク （1994年-1997年）
- Garden K.（1995年）
- チュール市庁舎の広場（1995年）
- Seeufer Spiez（1995年）
- チューリッヒ・マウンテンホテル造園（1995年）
- フランクフルトGunthersburg公園
- ハノーファー・エキスポ2000展覧センター　（1995年から2000年）
- ロンドン・テートモダンギャラリー屋外作品　（1995年から2000年）
- カールスルーエ・メディアミュージアム・ランドスケープデザイン（1995年から1997年）
- 新労働建設連邦エアフルト造園（1996年から1999年）
- ショーモン・シュル・ロワール国際庭園フェス （1996年）
- Gartenanlagen der Psychiatrischen Klinik Waldhaus, Chur（1996年）
- Friedhof Furstenwald Chur（1996年）
- Conrad Gessner Park Zurich Oerlikon（1996年）
- ベルリン・Wuhlepark （1996年）
- Conrad Gessner Park Zurich Oerlikon（1996年）
- Landschafts-und Parkgestaltung Dreieich Baierhansenwiese(D)（1996年）
- ヴァルトハウス精神病院庭園（1996年）
- Friedhofsanlage Furstenwald Chur（1996年）
- グラーツ・国際ガーデンショー2000出展　（1997年から2000年）
- ベルリン・スイス大使館庭園
- エルストバスラー社商業ビル中庭
- チューリッヒ スイス・リー社オープンスペース計画（1997年）
- Kurpark Bad Munder（1997年）
- カールスルーエ・Die Freiflachen des Zentrums fur Kunst und Medientechnologie（1997年）
- Umegebungsgestaltung Spar-und Landeskasse, Furstenfeldbruck（1997年
- ヒルスランデン・クリニック庭園（1997年）
- スイスRe社オフィス中庭（1997年）
- ヘルシンキ・Toolonlahtipark（1997年）
- Landshaftsgestaltung Kronsberg Hannover（1997年）
- スイスコム 22の庭園（1998年）
- SchloBgarten in Yverdon（1998年）
- ベルリン・テンペルホーフ空港 オープンスペース（1998年）
- Museumspark Mouans-Sartoux(F)（1998年）
- リコラ社営業部オフィスの庭園（1998年）
- エアフルト・Stadtgarten am Neubau des Bundesarbeits-gericht（1999年）
- Moabiter Werder ベルリン（1999年）
- チューリッヒ・Freibad Bad Allenmoos（1999年）
- Expo 2000 und Messegelande Hannover（2000年）
- グラーツ・Internationale Gartenschau 2000 Steiermark（2000年）
- Seminar-und Ausbildungszentrum（2000年）
- グラーツ・Internationale Gartenschau 2000 Steiermark（2000年）
- ベルリン・モアブヴェルダー内公園（2000年から2002年）
- ベルリン・Bundesprasidenten-Dreieck内パーク公園（2000年-2001年）
- Stockalper Schlobgarten Brig（2001年）
- Garten in Ulm
- StraBe der Nationen, Chemnitz
- Friedhof Bad Ragaz